# توم مكنمارا (لاعب غولف)
توم مكنمارا (بالإنجليزية: Tom McNamara)‏ هو لاعب غولف أمريكي، ولد في 18 نوفمبر 1882 في بروكلين في الولايات المتحدة، وتوفي في 21 يوليو 1939 في ماونت فيرنون في الولايات المتحدة.